# Bitwa pod Alezją

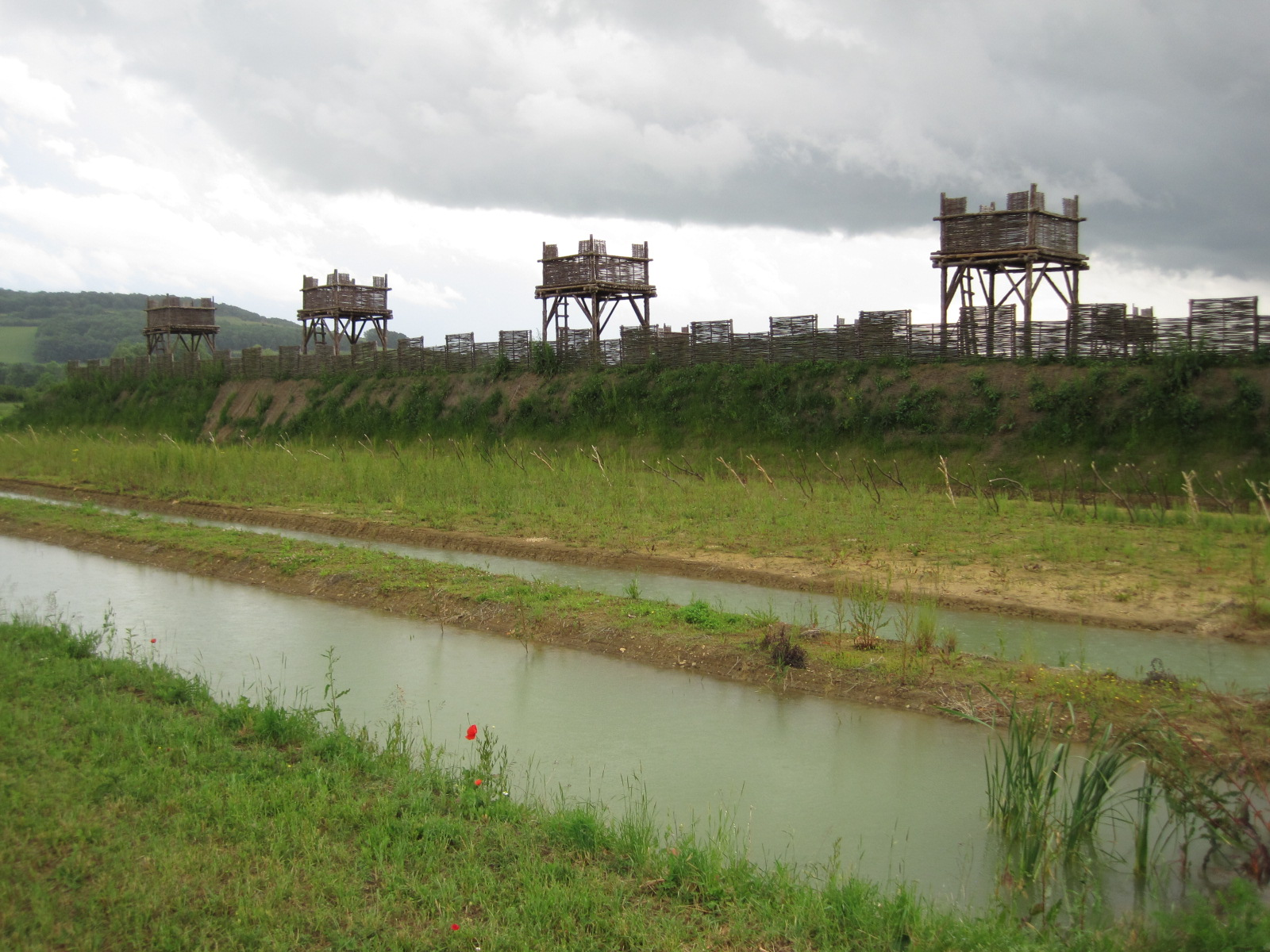
Rekonstrukcja umocnień rzymskich

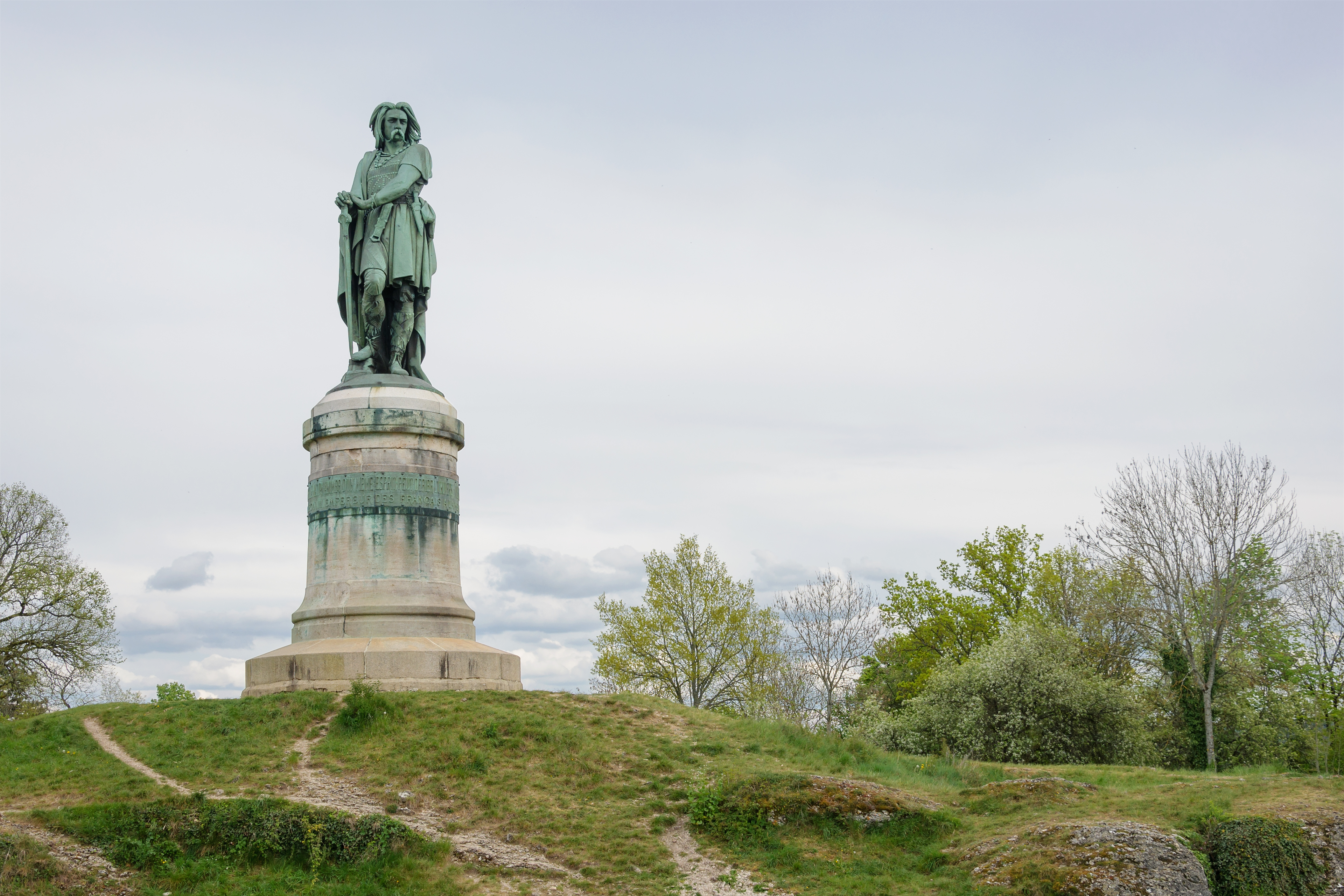
Pomnik Wercyngetoryksa w okolicy bitwy (Alise-Sainte-Reine)

Bitwa pod Alezją (Oblężenie Alezji) – bitwa stoczona pomiędzy oblegającymi galijskie miasto Alezja wojskami rzymskimi a siłami zbuntowanych Galów. Miała miejsce w 52 roku p.n.e. podczas podboju Galii przez Gajusza Juliusza Cezara. Działania sił rzymskich pod Alezją stanowią największą w historii antycznych wojen operację oblężniczą.

## Geneza konfliktu
W latach 58–51 p.n.e. wódz rzymski Gajusz Juliusz Cezar, jako prokonsul Galii Przedalpejskiej, podbił całą Galię po kanał La Manche i Ocean Atlantycki. Zorganizował też zbrojne ekspedycje do Brytanii i poza Ren przeciwko plemionom germańskim. Te dwie kampanie odciągnęły większość sił Rzymu z Galii i pozwoliły jej mieszkańcom rozniecić serię powstań przeciwko rzymskiemu panowaniu. Po nieudanych pierwszych próbach, na początku 52 roku p.n.e. młody książę Arwernów Wercyngetoryks zgromadził poważne siły i stosując taktykę spalonej ziemi odniósł pewne sukcesy, przejściowo odcinając nawet główne siły Cezara w Galii Przedalpejskiej. Udało mu się ostatecznie zjednoczyć pod swym zwierzchnictwem wszystkie plemiona galijskie.

## Alezja
Do decydującego starcia doszło pod Alezją (około 30 km na zachód od dzisiejszego Dijon), którą Cezar otoczył prawie wszystkimi legionami, jakimi wówczas dysponował. Twierdza ta położona na wysokim wzgórzu w widłach rzek Lutosa i Osera, praktycznie była niedostępna dla napastników. Dlatego Cezar zdecydował się na długotrwałe oblężenie i zmuszenie głodem obrońców do kapitulacji. Zapasy żywności w Alezji wystarczyły jedynie na około miesiąc.
Cezar otoczył twierdzę podwójnym 15-kilometrowym pasem fortyfikacji, wykorzystując przy tym dwie niewielkie rzeki, w których widłach znajdowała się Alezja. Pas wewnętrzny miał zabezpieczyć obozy Rzymian przed wypadami Galów z twierdzy, zaś zewnętrzny – przed atakami sił odsieczy galijskiej. Po kilku tygodniach ze wszystkich stron nadeszła odsiecz, kiedy części jazdy Galów udało się przedrzeć z oblężonego miasta przez rzymskie fortyfikacje na zewnątrz dla zgromadzenia sił, które miałyby przyjść z pomocą Alezji. Całość sił Cezara znajdowała się pomiędzy zewnętrzną i wewnętrzną linią fortyfikacji.
Wojska rzymskie liczyły około 50 tysięcy, Galów w otoczonej Alezji było ponad 90 tysięcy, zaś odsiecz galijskiego „pospolitego ruszenia” sięgała (według przekazów rzymskich) aż 250 tysięcy. Tę dysproporcję sił w dużym stopniu równoważyło lepsze wyszkolenie i uzbrojenie legionistów rzymskich, jak również stworzone linie fortyfikacji, opasujące oblężone miasto. Głównymi elementami tych linii były palisady z wieżami obronnymi oraz rowy chronione zaostrzonymi palami lub wypełnione wodą.
Przez kilka dni obie armie galijskie przeprowadzały zsynchronizowane ataki z zewnątrz, jak i z samej Alezji na umocnienia rzymskie, jednak bezskutecznie. Największe ostatnie uderzenie 60 tysięcy wojowników z armii „zewnętrznej” połączone z jednoczesnym atakiem obrońców zdołało przełamać zewnętrzne linie umocnień i wedrzeć się w głąb obrony Rzymian. Ostatecznie i tym razem Galowie zostali jednak odrzuceni przez piechotę Cezara wspieraną przez jazdę germańską (rzekomo wpadli w panikę na widok czerwonego płaszcza Cezara, który osobiście interweniował w bitwie). Starcie zakończyło się wielkimi stratami po stronie Galów, siły odsieczy poszły w całkowitą rozsypkę. Wercyngetoryks stracił wówczas nadzieję na zwycięstwo. Cezar wystosował ultimatum, w którym zażądał oddania się w niewolę galijskiego wodza, obiecując jednocześnie darowanie życia jego wojownikom.

## Następstwa
Wercyngetoryks uznał swą klęskę i ofiarował się za swój lud. Po upadku Alezji Rzymianie bez większych trudności stłumili ostatnie ogniska galijskiego oporu, Cezar zaś zwolnił i odesłał do domu jeńców. Następnie zawarto porozumienie z naczelnikami plemion galijskich o umiarkowanych trybutach na rzecz Rzymu. Przez ponad cztery stulecia Galia była jedną z najważniejszych i najbardziej „zromanizowanych”, a także najbogatszą (poza Egiptem) prowincją rzymskiego imperium.
Podbój Galii przez Rzymian uznawany jest za moment przełomowy w procesie ewolucji państwa rzymskiego ku jednemu z najpotężniejszych imperiów w dziejach. Cezar jako dożywotni dyktator zadbał o swój własny splendor i chwałę, organizując cztery triumfy. W najważniejszym z nich wziął udział więziony w klatce sam Wercyngetoryks, który później został uduszony. Dziś uważany jest za bohatera narodowego Francji.

### Źródła
- Gajusz Juliusz Cezar: Wojna galijska. Wrocław: Ossolineum, 1978. Brak numerów stron w książce

### Opracowania
- Gerard Walter: Cezar. Warszawa: PIW, 1983, seria: biograficzna. ISBN 83-06-02994-1. Brak numerów stron w książce
- Aleksander Krawczuk: Gajusz Juliusz Cezar. Wrocław: Ossolineum, 1972. Brak numerów stron w książce
- Jean Markale: Wercyngetoryks. Warszawa: PIW, 1988, seria: biograficzna. ISBN 978-83-06-01539-3. Brak numerów stron w książce
- The Harper Encyclopedia of Military History. New York: Harper-Collins, 1993. ISBN 0-06-270056-1. Brak numerów stron w książce
- Tomasz Romański: Alezja 52 r. p.n.e. Warszawa: Bellona, 2006, seria: Historyczne bitwy. ISBN 83-11-10538-3.